# Boris Ostan
Boris Ostan, slovenski igralec, * 1960, Murska Sobota.
Ostan je diplomiral na ljubljanski AGRFT, podiplomski študij pa je opravil v Parizu na École Jacques Lecoq, nekaj časa je profesionalno deloval tudi v Londonu. Od leta 1983 je član igralskega ansambla ljubljanskega gledališča MGL. Igral je v številnih gledališčih v Sloveniji in tujini ter sodeloval pri televizijskih, filmskih in drugih projektih. Za svoje delo je prejel številne nagrade, med njimi več Borštnikovih, nagrado MESS-a, Dnevnikovo, Župančičevo, itd. Je profesor igre na AGRFT.
Poročen je bil z Jette Ostan Vejrup.